# Cratere Duccio
Duccio è un cratere da impatto sulla superficie di Mercurio.
Il cratere è dedicato al pittore italiano Duccio di Buoninsegna.